# Yding
Yding är en by i Horsens kommun, Mittjylland, Danmark. Byn är belägen 19 km 
från Horsens. Orten hade 216 invånare år 2021. Det ligger 2 km från Yding Skovhøj, en av Danmarks högsta kullar..